# Sislóc
Sislóc (ukránul: Шишлівці [Sislivci]) falu Ukrajnában, Kárpátalján, az Ungvári járásban. 

## Fekvése
Sislóc Ungvártól 9 kilométerre, délnyugati irányban, az Ungvár-Palló országút mentén terül el. Szomszédos települések: Gálocs 1 km-re délkeletre, Palló innét délnyugatra mintegy másfél kilométerre található.

## Története
A települést első ízben az okmányok 1323-ban említik. Már ekkor a leleszi prépostság egyik birtokaként tartják számon. A 14. századból több irat is ránk maradt a helységgel kapcsolatban: a csicseri nemesek ugyanis jogtalanul foglaltak az egyház itteni birtokaiból, e perek anyaga részben fennmaradt. Egy időben bírtak itt földekkel a Kálmásyak is. 1696-ban 9 jobbágy élt a településen. Görögkatolikus vallású lakosai a 18. század elején telepedtek le mint jobbágyok.
A 18. század végén Vályi András így ír róla: „SISLÓCZ. Sislovecz. Magy. falu Ungvár Várm. földes Ura a’ Leleszi Prépost, lakosai külömbfélék, fekszik Őrnek szomszédságában, és annak filiája; határja jól termő, vagyonnyai külömbfélék.”
1820-ban 28 ház állt itt, melyben 220-an laktak.
Fényes Elek 1851-ben kiadott geográfiai szótárában így ír a faluról: „Sislócz, orosz falu, Ungh vgyében, Botfalvához közel, Unghvárhoz 1 mfdnyire, 27 r., 139 g. kath., 18 ref., 10 zsidó lakossal. F. u. a premonstratensisek.”
A trianoni békéig Ung vármegye Ungvári járásához tartozott. Ekkor Csehszlovákiához csatolták. 1938–44 között visszakerült Magyarországhoz. A második világháború frontjain a falu férfijai közül 3-an haltak hősi halált. 1944 novemberében a málenkij robot során 3 férfit hurcoltak el, egyikük sohasem tért haza.
1945-ben Szovjetunióhoz csatolták a települést. 1991 óta Ukrajna része. 2020-ig közigazgatásilag Ungtarnóchoz tartozott.

## Népesség
- 1869 – 299 fő
- 1910 – 318 fő
- 1940 – 332 fő
- 1989 – 310 fő, magyar 240 fő
- 1991 – 282 fő, magyar 182 fő

| 2001 | 338 |

A népesség anyanyelv szerinti megoszlása a teljes népesség %-ában (2001)

## Nevezetességek
- Dobó István emléktábláját 2009 decemberében avatták fel.